# Macedonia de Vest
Macedonia de Vest (în greacă Δυτική Μακεδονία, transliterat: Dytiki Makedonia) este una din cele 13 regiuni ale Greciei, subdivizată în 4 prefecturi. Capitala este orașul Kozani.